# Phyllanthus paraguayensis
Phyllanthus paraguayensis là một loài thực vật có hoa trong họ Diệp hạ châu. Loài này được Parodi miêu tả khoa học đầu tiên năm 1881.